# Pjatro Jalfimau
Pjatro Jalfimau (vitryska: Пятро Ялфімаў, Pjatro Jalfimaŭ) född 1980, är en sångare från Belarus som representerade sitt land i Eurovision Song Contest 2009. Han gick inte vidare från semifinalen. Han kom på trettonde plats med 25 poäng efter Waldo's People, Andrea Demirović, Next Time, Elena Gheorghe, Flor-de-Lis, Noa & Mira Awad, Chiara, Inga & Anush, Malena Ernman, Regina, Hadise och Islands Yohanna.